# Bezirk Neuhaus
Der Bezirk Neuhaus (tschechisch Okresní hejtmanství Jindřichův Hradec) war ein Politischer Bezirk im Königreich Böhmen. Der Bezirk umfasste Gebiete in der Südböhmischen Region (Okres Jindřichův Hradec). Sitz der Bezirkshauptmannschaft war die Stadt Neuhaus (Jindřichův Hradec). Das Gebiet gehörte seit 1918 zur neu gegründeten Tschechoslowakei und ist seit 1993 Teil Tschechiens.

## Geschichte
Die modernen, politischen Bezirke der Habsburgermonarchie wurden 1868 im Zuge der Trennung der politischen von der judikativen Verwaltung geschaffen.
Das Gebiet des Bezirks Neuhaus wurde 1868 aus den Gerichtsbezirken Neubistritz (tschechisch Nová Bystřice) und Neuhaus (Jindřichův Hradec) gebildet.
Im Bezirk Neuhaus lebten 1869 55.260 Personen, wobei der Bezirk ein Gebiet von 12,2 Quadratmeilen und 75 Gemeinden umfasste.
1900 beherbergte der Bezirk 53.094 Menschen, die auf einer Fläche von 711,27 km² bzw. in 88 Gemeinden lebten.
Der Bezirk Neuhaus umfasste 1910 eine Fläche von 711,26 km² und eine Bevölkerung von 52.409 Personen. Von den Einwohnern hatten 1910 22.293 Deutsch als Umgangssprache angegeben, 30.017 waren tschechischsprachig und 99 anderssprachig oder staatsfremd. Der Gerichtsbezirk Neubistritz war dabei fast ausschließlich von Deutschsprachigen bewohnt. Zum Bezirk gehörten zwei Gerichtsbezirke mit insgesamt 90 Gemeinden bzw. 107 Katastralgemeinden.